# Brestskaya krepost
Brestskaya krepost (en ruso: Брестская крепость), textualmente "Fortaleza de Brest", es una película de género bélico, coproducción ruso-bielorrusa de 2010 dirigida por Alexander Kott. Narra los acontecimientos de junio de 1941 durante la heroica defensa de la Fortaleza de Brest contra la invasión de las fuerzas nazi de la Wehrmacht, que sufrió el primer ataque de los alemanes durante la "Operación Barbarroja", la invasión de la Unión Soviética por Alemania durante la Segunda Guerra Mundial. Describe los acontecimientos de los primeros días de la defensa. La película es acompañada por pequeñas narraciones desde la perspectiva de un niño músico llamado Sasha Akímov y se centra en tres zonas creadas para resistir el asedio, encabezadas por el comandante del regimiento Piótr Gavrilov, el comisario político Yefim Fomín y Andréi Kizhevatov.

## Argumento
La película inicia el sábado 21 de junio de 1941, en la ciudad de Brest, RSS de Bielorrusia, Unión Soviética. Aleksandr "Sasha" Akímov (Alekséi Kopashov), un niño de 12 años parte de la banda de músicos del 333.° Regimiento de Fusileros del Ejército Rojo, y su hermano mayor Andréi (Aleksandr Saptsov), viven en la fortaleza de la ciudad como huérfanos, después de que sus padres (quienes eran militares) murieran tras ir a combatir en la Guerra civil española. Sasha está enamorado de su amiga Anya (Veronika Nikonova), la hija del comandante de la guarnición de las Tropas Fronterizas, el teniente Andréi Kizhevátov (Andréi Merzlikin). Mientras tanto, Yefim Fomín (Pável Derevianko), un comisario del 84.° Regimiento de Infantería del Ejército Rojo, regresa a la fortaleza luego de intentar conseguir en vano boletos de tren para salir de la ciudad con su familia, debido a que se encuentran agotados por causa de rumores entre la población sobre un supuesto ataque de los alemanes al país. Por otra parte, otro militar, el mayor Piotr Gavrílov (Aleksandr Korshunov), comandante del 44.° Regimiento de Infantería del Ejército Rojo, conversa con su amigo, el teniente Vainshteins (Mijaíl Pavlik), quien es oficial del Destacamento de Inteligencia del NKVD. Gavrílov le expresa preocupación sobre la defensa de la ciudad en caso de ataque, ante los rumores de una inminente guerra de Alemania contra la Unión Soviética. Esa noche, saboteadores alemanes disfrazados con uniformes de las Tropas Internas Soviéticas salen de un tren procedente de Alemania supuestamente cargado de productos agrícolas, y cortan los suministros de agua y electricidad de la fortaleza. 
El 22 de junio a las 03:58 de la madrugada, las fuerzas alemanas atacan a la Unión Soviética. Sasha y Anya, quienes se encuentran pescando en el río, observan como aparecen repentinamente aviones Stuka alemanes en el cielo, que comienzan realizar bombardeos sobre la ciudad, matando a algunos soldados y civiles soviéticos. Sasha y Anya regresan inmediatamente a la fortaleza, donde se reúnen con su hermano Andréi y los padres de Anya, respectivamente. Fomín y Gavrílov también se refugian en la fortaleza con sus familias. A las 6:30 de la mañana soldados alemanes atacan la fortaleza y capturan su clínica, matando a muchos de los heridos internados ahí. Tras un caos inicial entre las tropas de la guarnición, la gente intenta salir de la fortaleza por la puerta norte, pero son acribillados por las ametralladoras alemanas. Las tropas entonces se dividen en varios grupos; el comisario Fomín toma el mando de los defensores en la Puerta Jolm en la ciudadela Kobrinsko al norte de la fortaleza, mientras que el mayor Gavrílov dirige a los defensores también alrededor de la ciudadela Kobrinsko, con ayuda de una ametralladora, y le pide a Sasha que toque la tuba para tranquilizar a las personas. A su vez, el teniente Kizhevatov, tras esconder a su familia en un lugar seguro, dirige a su destacamento de tropas fronterizas en la defensa de la Puerta Terespol, ubicada en la ciudadela central, y repelen con éxito un intento de incursión por parte de los alemanes. En los cuarteles del 132.° Destacamento de Tropas Internas, un saboteador alemán disfrazado con uniforme soviético (Yevgueni Ivkovich) intenta dar una orden para que las tropas abandonen sus posiciones, pero el teniente Vainshteins y su subordinado el sargento Nóvikov (Guennadi Davydko) lo descubren y Vainshteins lo ejecuta, gracias a la forma de la suela de sus botas. Tras sufrir varias bajas, los alemanes se refugian en un cine, donde también se encuentran escondidos el proyeccionista Kolya y una vendedora llamada Sonya, por lo que son descubiertos. En el puente de la Puerta de Jolm, unos alemanes obligan a los soldados a rendirse y capturan varios civiles como rehenes, por lo que Fomín ordena a sus hombres apuntar a los alemanes y sale desarmado de su posición, fingiendo que va a entregarse. Entonces Fomín dice la palabra clave ("¡Abajo!") y acto seguido sus tropas eliminan a los alemanes.  
Al día siguiente, el 23 de junio, la lucha sigue en la fortaleza y Sasha llega al fuerte y se encuentra con su vecino, un comisario político llamado Pochernikov (Evgeniy Tsyganov), quien le ordena retirarse, para posteriormente suicidarse con su esposa tras haberse quedado sin municiones. En el sector norte, las tropas avistan tanques alemanes que se aproximan a su posición. Durante la batalla subsecuente en la ciudadela este muere Andréi, tras destruir dos Panzer III con un cañón antitanques. Debido a la escasez, los soldados intentan excavar para buscar agua, pero solo encuentran gasolina, por lo que piensan en ir a recolectar agua al río Mujaviets, el cual está, sin embargo, bajo fuego de ametralladoras alemanas las 24 horas del día. El 24 de junio, Sasha abandona la puerta de Jolm y descubre que las posiciones de las Tropas Internas han sido capturadas y a Vainshteins muerto, aunque consigue llegar a la posición de Kizhevatov y y le informa que buscará a Anya. Ahí observan a un avión de la Fuerza Aérea Soviética sobrevolando la fortaleza, el cual es derribado, y su piloto, quien se presenta como el teniente Karelin (Dmitri Kulichkov) de la 123.° División de Cazas, les informa que las tropas alemanas ya están a las afueras de Minsk, lo que significa que a partir de entonces los defensores de la fortaleza se habían quedado sin ayuda. Fomín entonces decide quedarse en la fortaleza y no escapar, solicitando refuerzos para abrir una brecha, y le da la orden a Sasha de entregarle el mensaje a Gavrílov. Sin embargo, el avance fracasa, pues los alemanes cuentan con ventaja de terreno y con reflectores. Al darse cuenta de que la fortaleza está condenada, durante un alto al fuego, Kizhevatov ordena evacuar a los civiles de la fortaleza, incluyendo a su esposa, Anya y Sasha. Por otra parte, Kolya, que había sido obligado por los alemanes a contar a los soviéticos caídos, se hace estallar con una granada, matando también al sargento jefe alemán. 
El 26 de junio, los alemanes lanzan una bomba de dos toneladas sobre la fortaleza, y comienzan a limpiar el área con lanzallamas, para erradicar a algunos sobrevivientes, pero los defensores siguen resistiendo. Los sobrevivientes de las tropas de la puerta de Jolm son capturados, y Fomín es ejecutado inmediatamente por los alemanes, ya que es tanto judío como comisario político (aunque recibió la Orden de Lenin a título póstumo en 1957). Gavrílov ordena a los soldados restantes escapar por su cuenta y se despide de ellos (se explica que fue capturado por los alemanes posteriormente, aunque en 1957 recibió el título de Héroe de la Unión Soviética). Mientras tanto, Sasha regresa al cuartel y se reúne con Kizhevatov, quien le da un paquete, el cual pide que lo conserve y cuente la historia sobre los defensores de Brest. Acto seguido dispara una ametralladora para cubrir a sus hombres mientras escapan. Cuando se le termina la munición, se detiene a observar una fotografía de su familia tomada el día anterior a la batalla, después de lo cual muere en combate alcanzado por una granada (mencionando que en 1965 recibió el título de Héroe de la Unión Soviética a manera póstuma). Posteriormente, Sasha consigue escapar de la fortaleza, y ya fuera de la zona de batalla, abre el paquete que le dio Kizhevatov, revelando que es el estandarte del regimiento. 
Años después, en la actualidad, Sasha, ya anciano, va acompañado de su nieto a rendir homenaje a los defensores de la fortaleza en el Memorial de la Fortaleza de Brest, mientras recuerda los buenos tiempos antes de la guerra. 

## Reparto

### Personajes principales
- Alekséi Kopashov como Aleksandr "Sasha" Akímov, un niño de 12 años que pronto se encuentra en medio de la guerra. Está inspirado en la historia real de Piótr Klipa, un niño que participó en la defensa de la Fortaleza de Brest.
- Pável Derevianko como el comisario Yefím Moiséyevich Fomín, el soldado y comisario político encargado de defender la puerta de Jolmsk.
- Aleksandr Korshunov como el mayor Piotr Mijáilovich Gavrílov, el comandante del regimiento, encargado de defender el Reducto del Este.
- Andréi Merzlikin como el teniente Andréi Mitrofánovich Kizhevátov, el comandante del 9.° Destacamento Fronterizo, encargado de defender el puesto fronterizo de la ciudad.

### Personajes secundarios
- Evgeniy Tsyganov como el comisario político Pochernikov, vecino de Sasha y encargado de defender el fuerte. Pochernikov y su esposa de suicidan cuando se quedan sin municiones y los alemanes entran en su casa.
- Maksim Kostromykin como el soldado Nikolai "Kolka", Kolka muere luego de explotar una granada en un cuartel tomado por los alemanes para vengarse por sus acciones y por la muerte de Sonya.
- Aleksandr Saptsov como el soldado Andréi Akímov, el hermano mayor de Sasha. Andréi muere durante un bombardeo mientras intentaba destruir a dos Panzer III con un cañón antitanque mientras ayudaba a Gavrilov a detener el ataque alemán. Está inspirado en el teniente real Nikolái Klipa (hermano de Piótr Klipa).
- Mijaíl Pavlik como el teninete Vainshtein, encargado de la defensa del cuartel del 132.° Batallón de Tropas Internas del NKVD.
- Sergey Tsepov como el capitán Cpt. Zubachev, un oficial encargado de defender el puesto fronterizo junto al teniente Andréi Kizhevatov.
- Yana Esipovich como Zhena Kizhevatova, la esposa del teniente Andréi Kizhevatov.
- Veronika Nikonova como Anya Kizhevatova, la hija del teniente Andréi Kizhevatov y enamorada de Sashka Akimov.
- Ekaterina Bondarenko como Gelka Kizhevatova.
- Gleb Demyanchuk como Ivan Kizhevatov, el hijo del teniente Andréi Kizhevatov.
- Tamara Yarmolich como Mat Kizhevatova, la hija del teniente Andréi Kizhevatov.
- Tatyana Kamina como Shura Pochernikova, la esposa del soldado Pochernikov, junto a su esposo se suicidan cuando los alemanes entran en su casa.
- Yana Shmatova como Syn Pochernikova, hija del soldado Pochernikov y de Shura.
- Madlen Dzhabrailova como Zhena Gavrilova, la esposa del soldado Pyotr Gavrilov.
- Rostislav Gvozdev como Doch Pochernikova, la hija del soldado Pyotr Gavrilov.
- Aleksandr Sirin como el doctor Maslov, encargado de tratar a los soldados de la unión soviética cada vez que son heridos por los alemanes. Maslov se suicida dándose un tiro al de no poder seguir observando tantas muertes.
- Yuriy Anpilogov como el sargento mayor Kovtun.
- Benik Arakelyan como Matevosyan.
- Sergey Vlasov como Kavalyonak.
- Dmitri Kulichkov como Karelin.
- Kirill Boltaev como Vinogradov.
- Oleg Lopukhov como Dorofeev.
- Anatoliy Kot como Diversant.
- Nodar Dzhanelidze como Tugushev.
- Maksim Krechetov como Bobkov.
- Dmitriy Esenevich como Khrushch.
- Maksim Litovchenko como Tereshchenko.
- Valeriy Ivakov como Melnichenko.
- Viktor Strelchenko como Ponomarenko.
- Matvey Shkuratov como Pavlenko.
- Anton Starovoytov como Davydov.
- Rinat Ibragimov como Kasatkin.
- Pavel Gorodnitskiy como Gorin.
- Anna Tsukanova como Sonya, una vendedora de una tienda que se enamora de Kolka. Sonya es asesinada por los alemanes.
- Yuliya Polubinskaya como Zhena Bobkova.
- Evgeniy Sangadzhiev como Kukumbaev.
- Mikhail Evlanov como Proskurin.
- Sergey Talanov como Povar.
- Gennadiy Garbuk como un soldado.
- Yokhan Bott como un soldado.
- Ilya Mozgovoy como un sargento en el hospital.
- Yevgueni Ivkovich como un teniente alemán infiltrado en el NKVD.
- Guennadi Davydko como sargento Nóvikov, oficial de las Tropas Internas del NKVD y asistente de Vainshtein.
- Sergey Prokopich como Matveev.
- Egor Petrov como Alik Bobkov.
- Aleksandr Kuzmichyov.
- Aleksey Dmitriev como el soldado Nikolaev.
- Nikolay Ryabychin como Nesterchuk.
- Kirill Novitskiy como Svyazist.
- Sergey Savenkov como un francotirador.
- Igor Ivanov como Dnevalnyy.
- Gennadiy Churikov como Pripisnik.
- Denis Parshin como un médico.
- Tatyana Kovsh como la enfermera en jefe.
- Elena Dubrovskaya como una enfermera.
- Kristina Yavorchuk como una enfermera.
- Tatyana Chibuk como una enfermera.

## Producción
La película fue dirigida por Alexander Kott, escrita por Igor Ugolnikov y Konstantin Vorobyov, contó en la música con la participación de Yuri Krasavin, en la cinematografía con Vladimir Bashta y en la edición Mariya Sergeenkova.
Fue filmada en Brest y en Pruzhany, Bielorrusia.

### Título y estreno
| País            | Título                                | Fecha de Estreno                           |
| --------------- | ------------------------------------- | ------------------------------------------ |
| Alemania        | Sturm auf Festung Brest               | 27 de septiembre de 2011                   |
| Argentina       | La resistencia                        | 1 de noviembre de 2012                     |
| Armenia         | -                                     | 2011                                       |
| Australia       | Fortress of War The Brest Fortress    | 2011                                       |
| Austria         | Sturm auf Festung Brest               | -                                          |
| Bélgica         | La Bataille De Brest-Litovsk          | -                                          |
| Bielorrusia     | -                                     | 22 de junio de 2010 4 de noviembre de 2010 |
| Brasil          | A Resistência                         | -                                          |
| Canadá          | Fortress of War The Brest Fortress    | -                                          |
| Chile           | La resistencia                        | -                                          |
| China           | -                                     | 16 de marzo de 2012                        |
| Colombia        | La resistencia                        | -                                          |
| Estados Unidos  | Fortress of War The Brest Fortress    | -                                          |
| Francia         | La Bataille De Brest-Litovsk          | -                                          |
| Hungría         | Breszti Erőd                          | -                                          |
| Irlanda         | Fortress of War                       | -                                          |
| Japón           | -                                     | 10 de febrero de 2015                      |
| Kazajistán      | -                                     | 4 de noviembre de 2010                     |
| México          | La resistencia                        | -                                          |
| Nueva Zelanda   | Fortress of War The Brest Fortress    | -                                          |
| Perú            | La resistencia                        | -                                          |
| Polonia         | Twierdza Brzeska                      | 15 de noviembre de 2012                    |
| Portugal        | La fortaleza                          | -                                          |
| Reino Unido     | Fortress of War                       | 5 de septiembre de 2011                    |
| República Checa | Pevnosti Brest                        | -                                          |
| Romania         | Fortareata Brest                      | -                                          |
| Rusia           | Brestskaya krepost Брестская крепость | 22 de junio de 2010 4 de noviembre de 2010 |
| Serbia          | Tvrđava Brest                         | -                                          |
| Suecia          | Fortress of War                       | 8 de junio de 2012                         |
| Ucrania         | -                                     | 4 de noviembre de 2010                     |
| Venezuela       | La resistencia                        | -                                          |

## Premios y nominaciones
| Año  | Categoría                     | Premio                    | Nominado                                                                              | Resultado |
| ---- | ----------------------------- | ------------------------- | ------------------------------------------------------------------------------------- | --------- |
| 2012 | Outstanding Mini-Series       | Golden Nymph Award        | Central Partnership y Belarusfilm                                                     | Nominados |
| 2011 | Best Costume Designer         | Nika Award                | Sergei Struchyov y Vladimir Koretsky                                                  | Ganaron   |
| 2011 | Best Production Designer      | Nika Award                | Alim Matvejchuk                                                                       | Ganó      |
| 2011 | Best Sound                    | Nika Award                | Filipp Lamshin y Anatoliy Belozerov                                                   | Ganaron   |
| 2011 | Best Supporting Actor         | Nika Award                | Evgeniy Tsyganov                                                                      | Nominado  |
| 2011 | Best Director                 | Nika Award                | Aleksandr Kott                                                                        | Nominado  |
| 2011 | Best Actor                    | Nika Award                | Pavel Derevyanko                                                                      | Nominado  |
| 2011 | Discovery of the Year         | Nika Award                | Aleksey Kopashov                                                                      | Nominado  |
| 2011 | Best Film                     | Nika Award                | Aleksandr Kott, Igor Ugolnikov, Ruben Dishdishyan, Vladimir Zametalin, Belarusfilm... | Nominados |
| 2011 | Achievement in Cinematography | Asia Pacific Screen Award | Vladimir Bashta                                                                       | Nominado  |